# Physcomitrium repandum
Physcomitrium repandum är en bladmossart som beskrevs av Mitten 1859. Physcomitrium repandum ingår i släktet huvmossor, och familjen Funariaceae. Inga underarter finns listade i Catalogue of Life.